# 迦太基大學
迦太基大学（阿拉伯语：‎）是一所位于突尼西亞突尼斯市的大学，成立于1988年。

## 组织
迦太基大学由21个单一监管机构和12个联合监管机构组成。第一类由以下部分组成： 
- 突尼斯司法、政治和社会科学学院
- 比塞塔科学院
- 纳布勒经济科学与管理学院
- 突尼斯国立建筑与城市规划学院
- 突尼斯理工学校
- 高等技术与计算机科学学院
- 高等统计与信息分析学院
- 迦玛斯高等视听和电影研究学院
- 比塞大预备工程学院
- 迦太基高级商业研究所
- 国立应用科学技术研究所
- 高等应用科学技术学院，硕士
- 纳布勒预备工程学院
- 拉玛莎科学技术预科研究所
- 纳布勒高等美术学院
- 环境、城市规划和建筑技术高等学院
- 突尼斯高等语言学院
- 纳布勒应用语言与计算机科学高等学院
- Borj Cedria环境科学与技术高等研究所
- 比塞大商业与会计高等学院
- 比塞大国立工程学院

第二类主要包括：
- 突尼斯高等传播学院

## 笔记
1. ↑  Carthage University Institutions 的存檔，存档日期5 December 2012.